# Geissorhiza radians
Geissorhiza radians är en irisväxtart som först beskrevs av Carl Peter Thunberg, och fick sitt nu gällande namn av Peter Goldblatt. Geissorhiza radians ingår i släktet Geissorhiza och familjen irisväxter. Inga underarter finns listade i Catalogue of Life.

## Bildgalleri

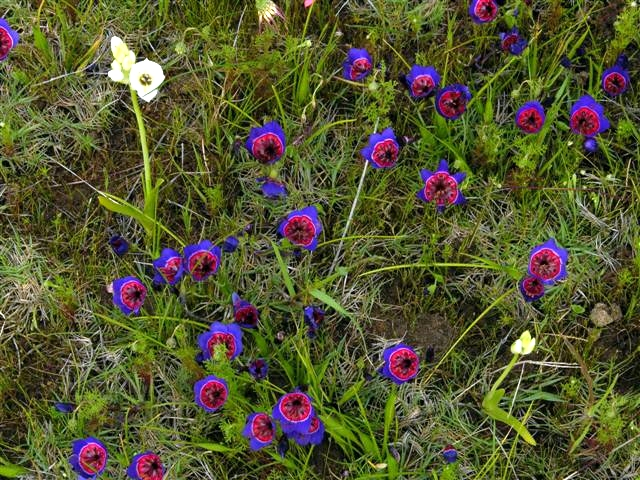
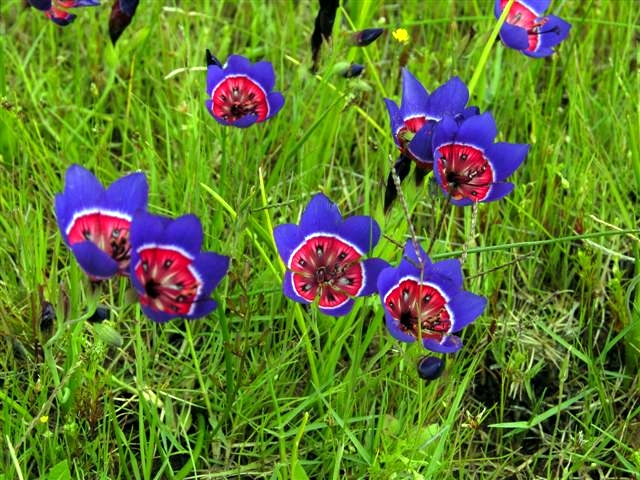
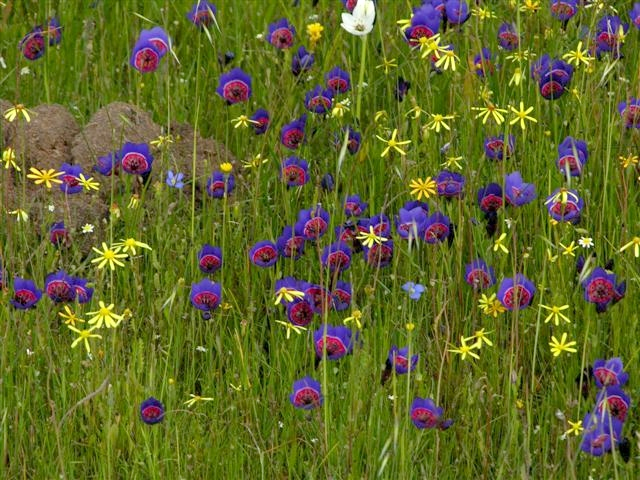
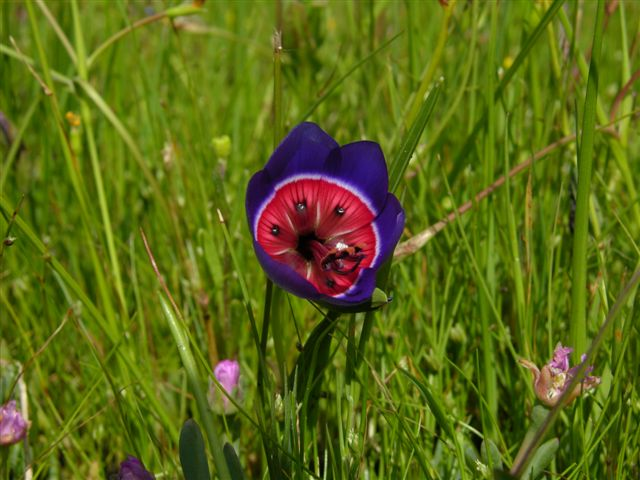
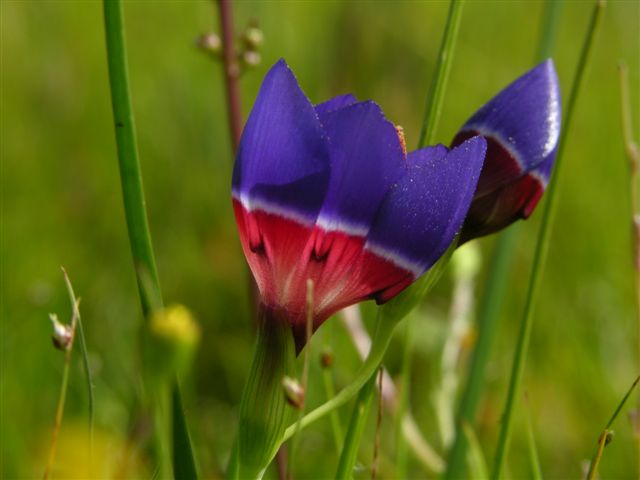
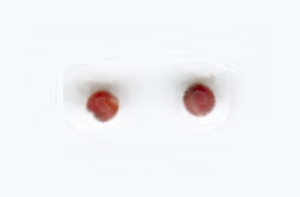